# Erica cerinthoides
Erica cerinthoides är en ljungväxtart som beskrevs av Carl von Linné. Erica cerinthoides ingår i släktet klockljungssläktet, och familjen ljungväxter. Utöver nominatformen finns också underarten E. c. barbertona.

## Bildgalleri

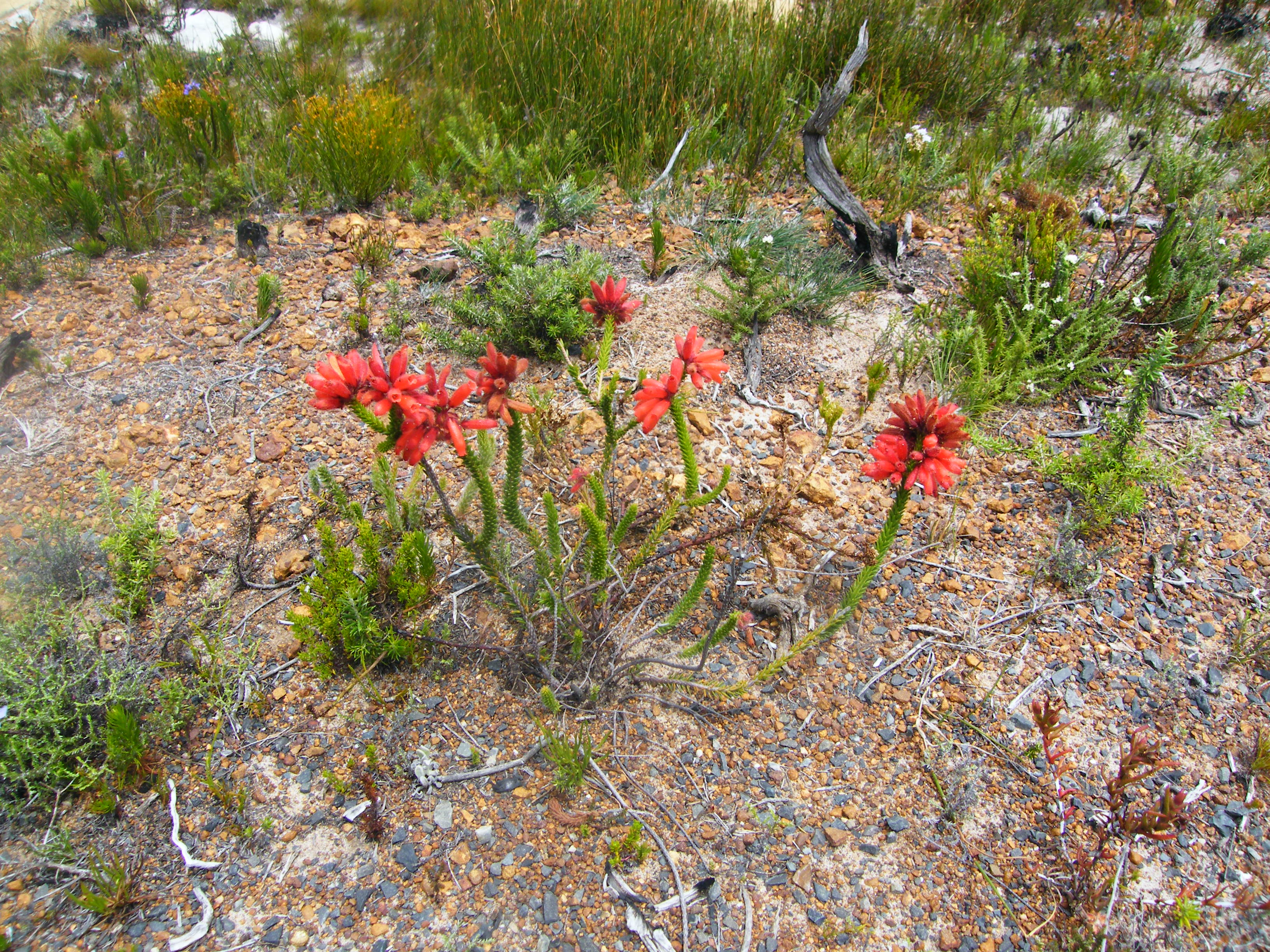
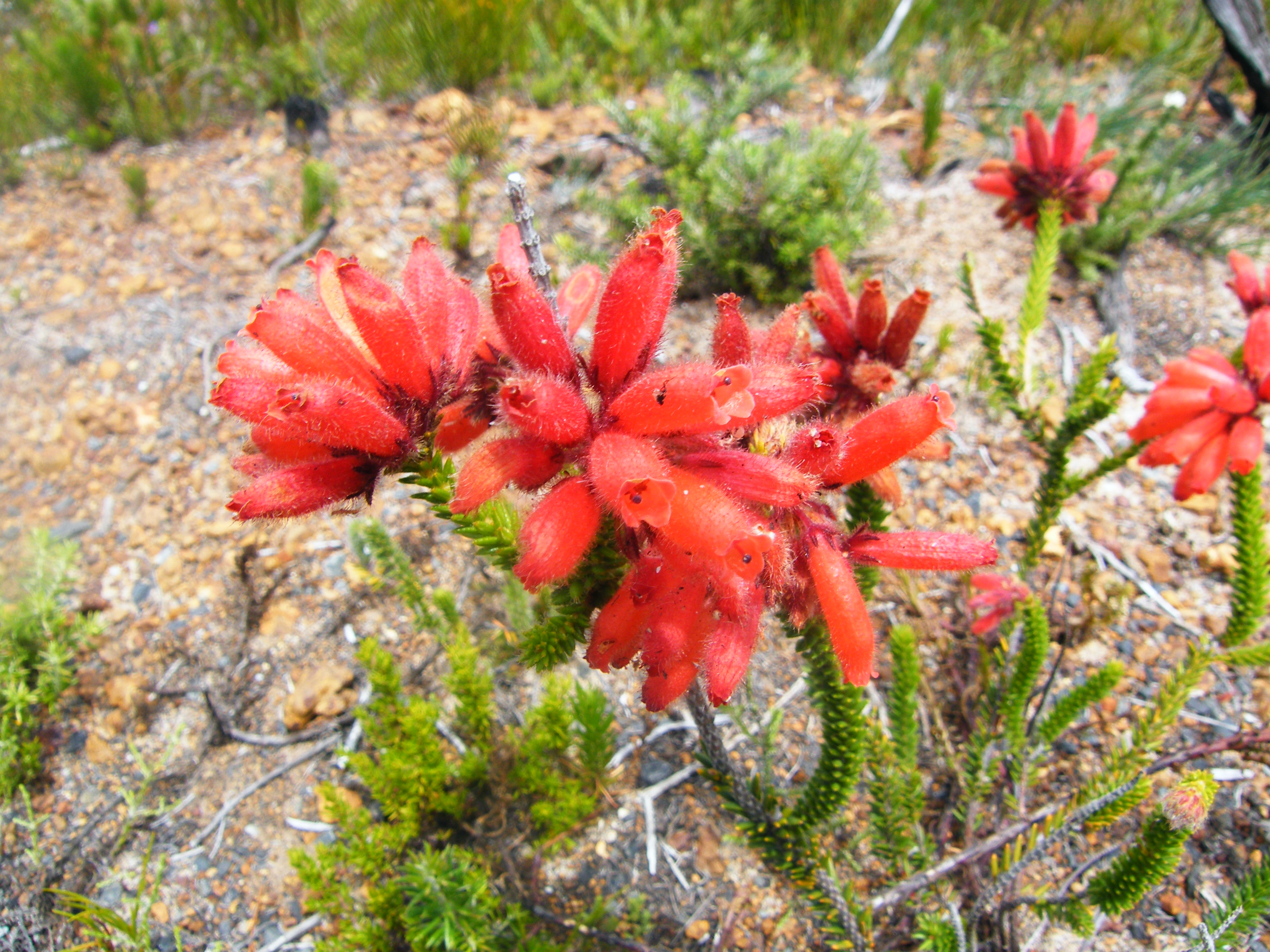
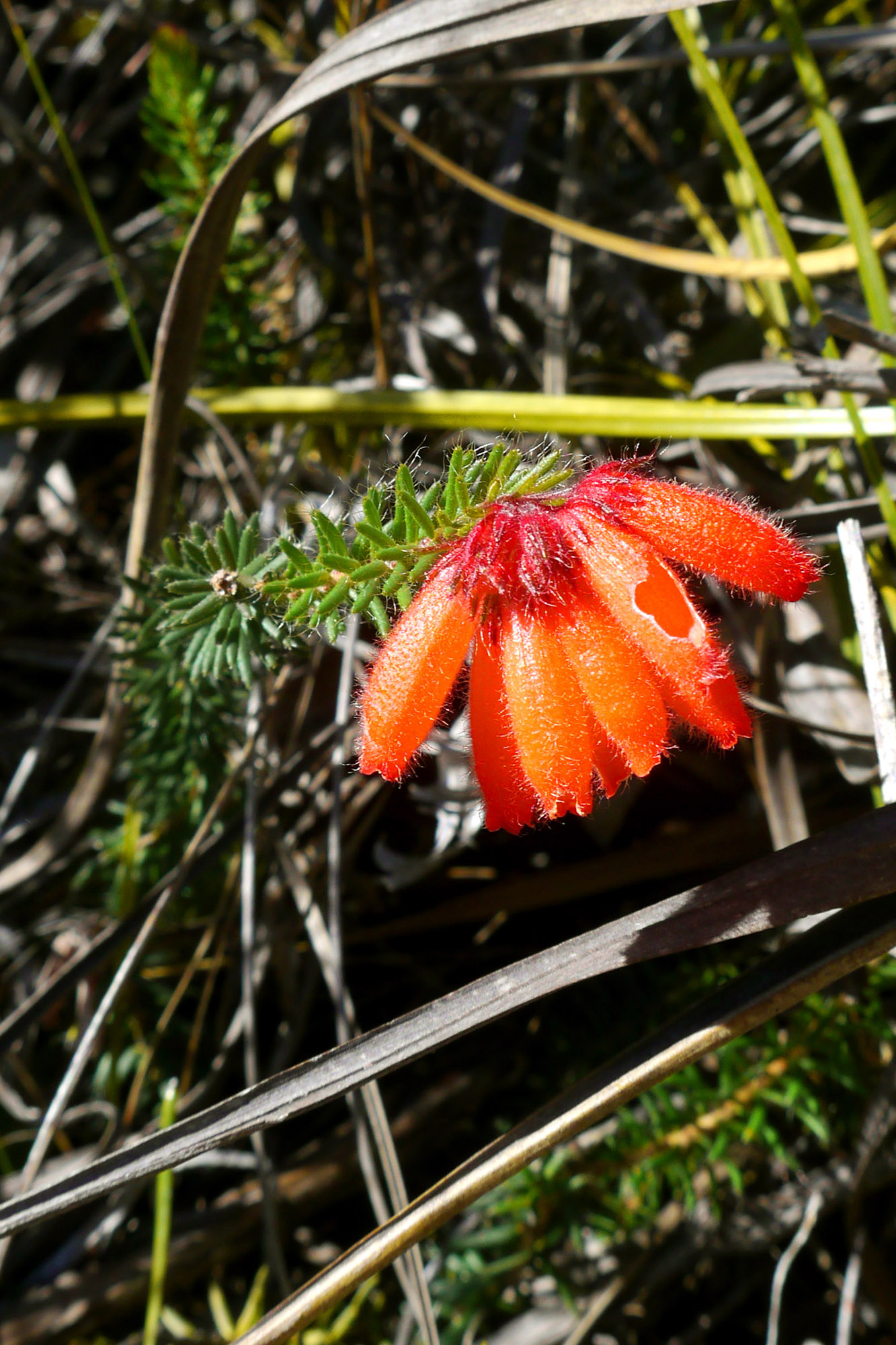